# Mycena rhenana
Mycena rhenana är en svampart som beskrevs av Maas Geest. & Winterh. 1985. Enligt Catalogue of Life ingår Mycena rhenana i släktet Mycena,  och familjen Mycenaceae, men enligt Dyntaxa är tillhörigheten istället släktet Mycena,  och familjen Favolaschiaceae. Artens status i Sverige är: Ej påträffad. Inga underarter finns listade i Catalogue of Life.